# Slag bij de Singels

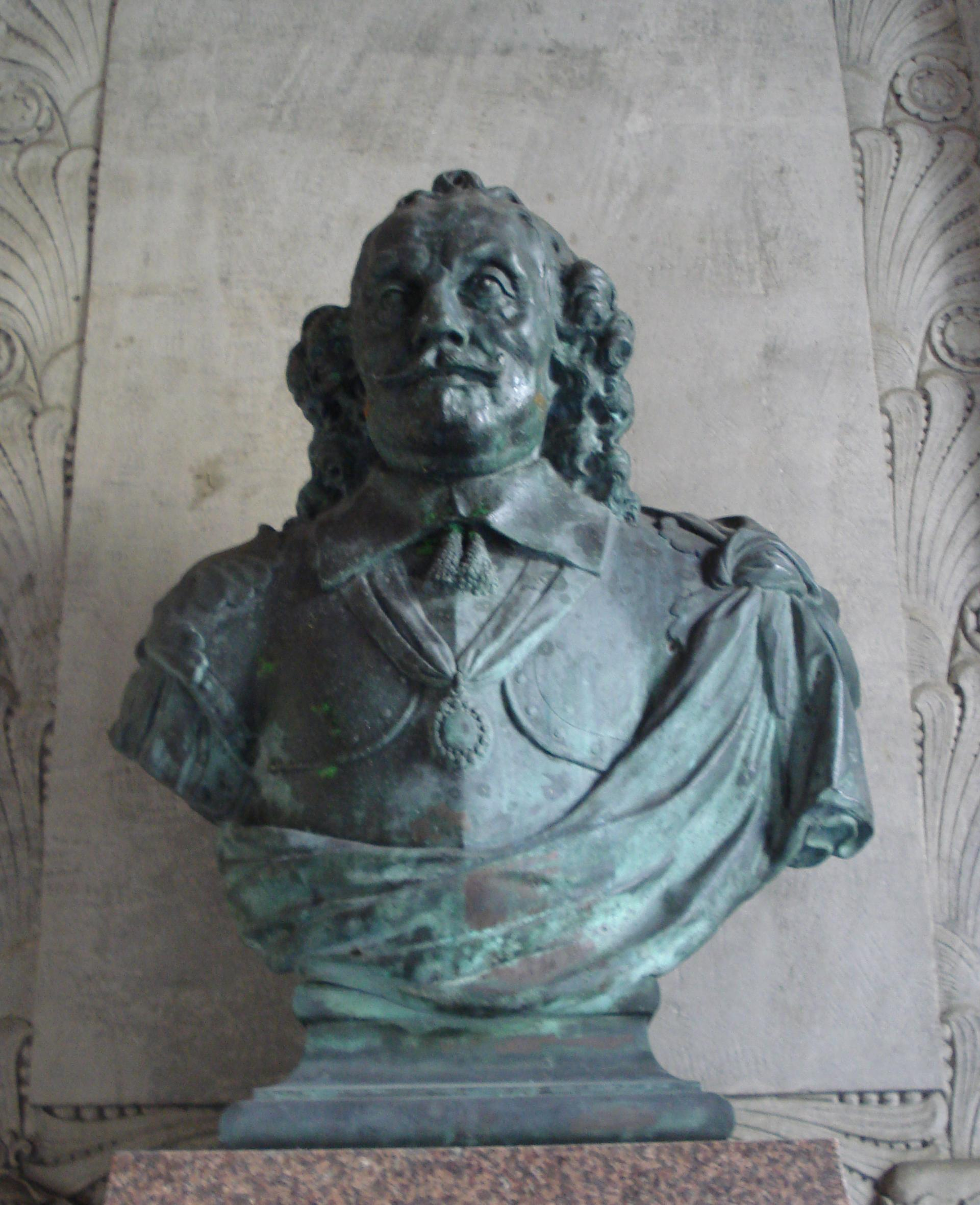
Maarten Tromp

De Slag bij de Singels (ook bekend als de Slag bij Dungeness) was een zeeslag die tijdens de Eerste Engels-Nederlandse Oorlog op 10 december 1652 werd uitgevochten bij de kaap van Dungeness en de Shingles in Kent.

## Achtergronden
Bij het begin van de Eerste Engelse Zeeoorlog probeerde het Engelse Gemenebest zoveel mogelijk Nederlandse handelsschepen buit te maken door konvooien aan te vallen, de traditionele wijze van oorlogvoering ter zee. De bevelhebber van de Nederlandse vloot, luitenant-admiraal Maarten Harpertszoon Tromp, deed zijn best de koopvaarders te beschermen door ze met oorlogsschepen te begeleiden. Hij ging gevechten dus zoveel mogelijk uit de weg. Viceadmiraal Witte Corneliszoon de With kreeg van de Staten-Generaal toestemming om een modernere strategie uit te proberen waarbij het hoofddoel de vernietiging van de vijandelijke oorlogsvloot zou zijn en verving Tromp als bevelhebber. De Withs strategie liep in de Slag bij de Hoofden echter uit op een vernederende nederlaag. De With kreeg een zenuwinzinking en werd als bevelhebber weer vervangen door Tromp die zijn oude handelswijze hervatte.

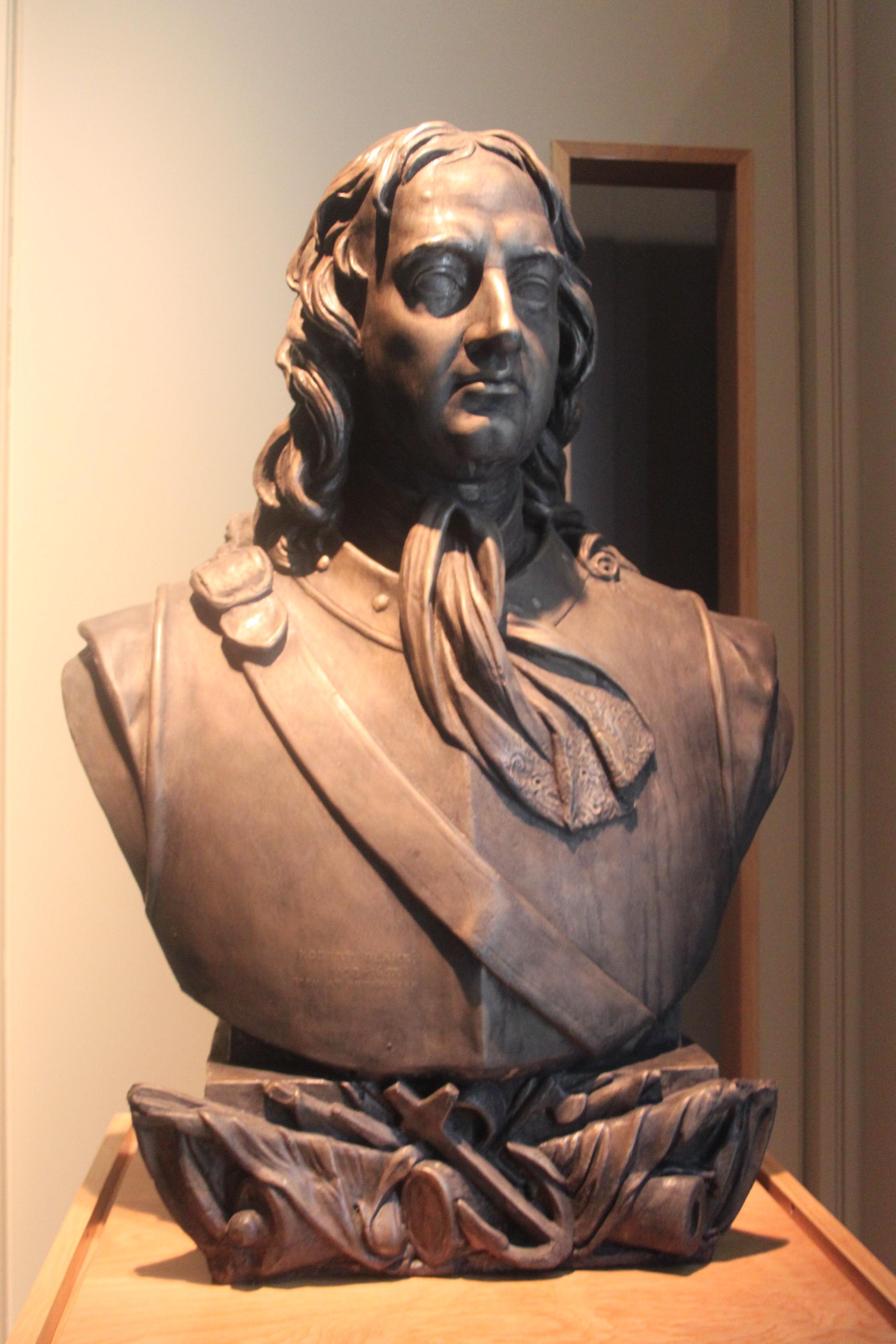
Robert Blake

Door haar overwinning in de Slag bij de Hoofden nam de regering van het Engelse Gemenebest, de Council of State, in oktober 1652 ten onrechte aan dat de Republiek der Zeven Verenigde Nederlanden zo goed als verslagen was. Omdat het traditionele vaarseizoen afgelopen was, ging men ervan uit dat de Republiek in ieder geval geen grote vloot meer in zee zou brengen. Dat zou Engeland in staat stellen zijn belangen in andere contreien beter te behartigen. Een eskader onder kapitein Andrew Ball werd naar de Oostzee gezonden om koning Frederik III van Denemarken te dwingen een konvooi met eikenhout en teer dat in Kopenhagen werd opgehouden door te laten. Viceadmiraal William Penn moest op de Noordzee kolenschepen uit Newcastle upon Tyne begeleiden om Londen tijdens de winter te voorzien van de nodige brandstof. Twintig schepen onder kapitein James Peacock werden weggestuurd naar de Middellandse Zee. Het resultaat was dat de Engelsen maar een concentratie van een vijftigtal schepen in de thuiswateren overhielden, gevaarlijk weinig om het tegen een mogelijke Nederlandse vloot op te nemen. Daarnaast werd aan de sterkte afbreuk gedaan door een slechte bevoorrading, een onvoldoende bemanning doordat de zwaar onderbetaalde zeelui onderdoken om niet geronseld te worden en een langzaam herstel van de schade opgelopen in de Slag bij de Hoofden. Het verreweg grootste Engelse oorlogsschip, de Sovereign of the Seas, zou maanden in reparatie blijven. Ondertussen waren de Nederlanders hun oorlogsvloot in een rap tempo aan het repareren en aanvullen. Tromp deed in deze periode ook een voorstel om dertig zwaardere schepen te bouwen maar dat werd alleen in een sterk afgeslankte vorm aangenomen en de eerste vaartuigen liepen pas in 1653 van stapel. Er werd een embargo opgelegd inhoudend dat eerst de Nederlandse oorlogsschepen bemand moesten worden voordat iemand bij een koopvaarder kon aanmonsteren. Ondanks het gevaarlijke weer wilden veel koopvaarders hoe dan ook naar het zuiden afvaren, vooral van de "Bordeauxvloot" die wijn moest halen in Frankrijk.

## Inleidende manoeuvres
Op 1 december 1652 koos luitenant-admiraal Maarten Tromp zee vanuit de grote marinehaven van Hellevoetsluis met 88 schepen en vijf branders om een enorm konvooi te escorteren van zo'n 270 koopvaarders met als bestemming verschillende Franse havens aan de westkust, de Middellandse zee en Indië. De oorlogsvloot van Tromp bestond uit vier eskaders: dat van hemzelf met Gideon de Wildt als vervangend viceadmiraal en Corstiaen Corstiaenszoon de Munnick als schout-bij-nacht; een eskader onder vervangend viceadmiraal Augustijn Balck dat officieel van De With was die zich kort tevoren toch weer bij de vloot had aangemeld; een voornamelijk Zeeuws eskader onder viceadmiraal Johan Evertsen met als vervangend viceadmiraal Michiel Adriaanszoon de Ruyter en ten slotte, als achterhoede, een eskader van de Admiraliteit van het Noorderkwartier aangevuld met Friese schepen onder viceadmiraal Pieter Florisse Blom met als vervangend viceadmiraal Hendrick Janszoon Camp en als schout-bij-nacht Rombout van der Parre.

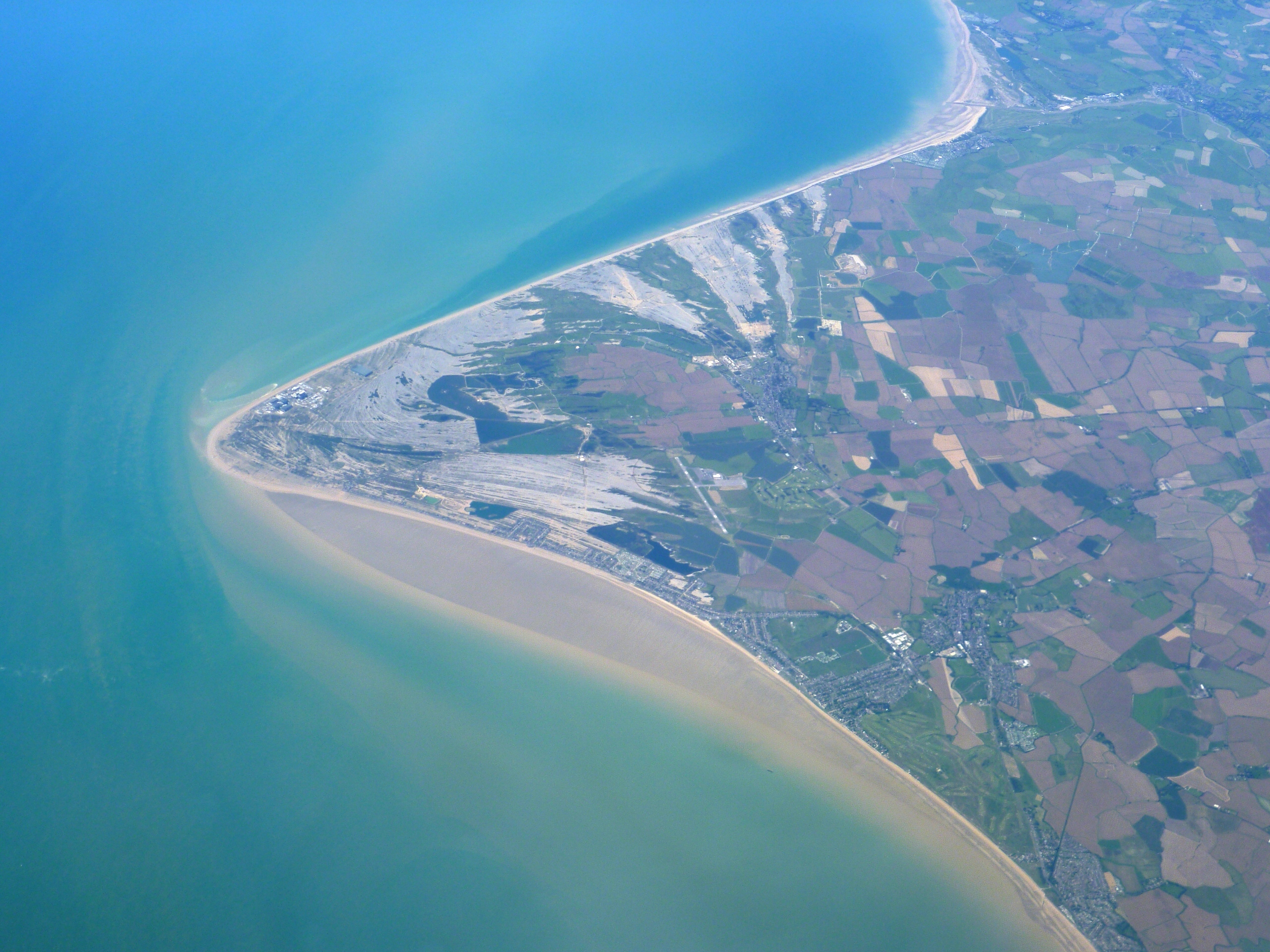
Een luchtfoto van Kaap Dungeness, de "Hoek van de Singels"

Ongunstige winden dwongen eerst tot een terugkeer maar op 3 december lukte het weer naar het zuiden te zeilen. De With verliet bij deze gelegenheid alsnog de vloot. De Ruyter nam op de Witte Lam zijn eskader over en in ruil daarvoor werd Jan Evertsen de Liefde, de vlaggenkapitein van De With op de Prinses Louise, tijdelijk viceadmiraal onder Johan Evertsen. Nadat het konvooi veilig de Straat van Dover bereikt had, splitste het zich in kleinere groepen die ieder in Het Kanaal op weg moesten gaan naar hun bestemming, begeleid door in totaal zestien oorlogsschepen. De hoofdmacht van Tromp, met 1800 stukken geschut en 6500 opvarenden, ging om de koopvaarders te dekken op zoek naar de Engelse vloot, die hij op 9 december 1652 aantrof op The Downs, in Nederland bekend als de Rede van Duins. Dit was conform de instructies van de Staten-Generaal die bevalen indien mogelijk de vijand "in de Hoofden" te overvallen. Hier ligt tussen de landhoofden van North Foreland en South Foreland een tegen westenwinden beschutte ankerplaats die door de Engelse vloot vaak gebruikt werd als gunstige uitvalsbasis. De offensieve mogelijkheden die deze positie bood, droegen echter het grote nadeel met zich mee dat men niet eenvoudig kon ontsnappen als een sterke vijandelijke vloot van het oosten uit voor de wind aanviel. In 1639 had Tromp zelf onder zulke omstandigheden een grote Spaanse vloot vrijwel vernietigd in de Slag bij Duins. De Engelse vloot van ongeveer tweeënvijftig schepen, waarvan tien lichtere vaartuigen, onder het bevel van General-at-Sea Robert Blake, had de Nederlandse vloot al op 1 december opgemerkt maar had toen geen actie ondernomen wegens het slechte weer. Nu de Nederlanders opnieuw verschenen, liet Blake krijgsraad houden op zijn vlaggenschip de Triumph, de sterkste oorlogsbodem waarover hij beschikte, bewapend met zestig stukken geschut. De raad besloot een slag indien mogelijk te vermijden. Blake deed het voorstel anker te lichten en naar het zuiden koers te zetten, wat aanvaard werd. Een reden hiervoor werd echter niet gegeven, wat geleid heeft tot een speculatie over zijn motieven. Het kan zijn dat Blake zijn positie te kwetsbaar vond en liever naar het zuiden ontsnapte dan naar het noorden, de Theems in, vanwege het prestigeverlies en het gevaar dat de Nederlanders Het Kanaal zouden gaan beheersen. Het is echter ook mogelijk geacht dat hij zich van de grootte van Tromps vloot helemaal niet bewust was of een lage dunk had van diens gevechtskracht en er langs wilde glippen om het rijke konvooi aan te vallen. Dat is echter minder waarschijnlijk want de Engelsen hadden kort daarvoor van een buitgemaakte Nederlandse koopvaarder te horen gekregen dat de Staatse vloot ninety-five sail strong was.

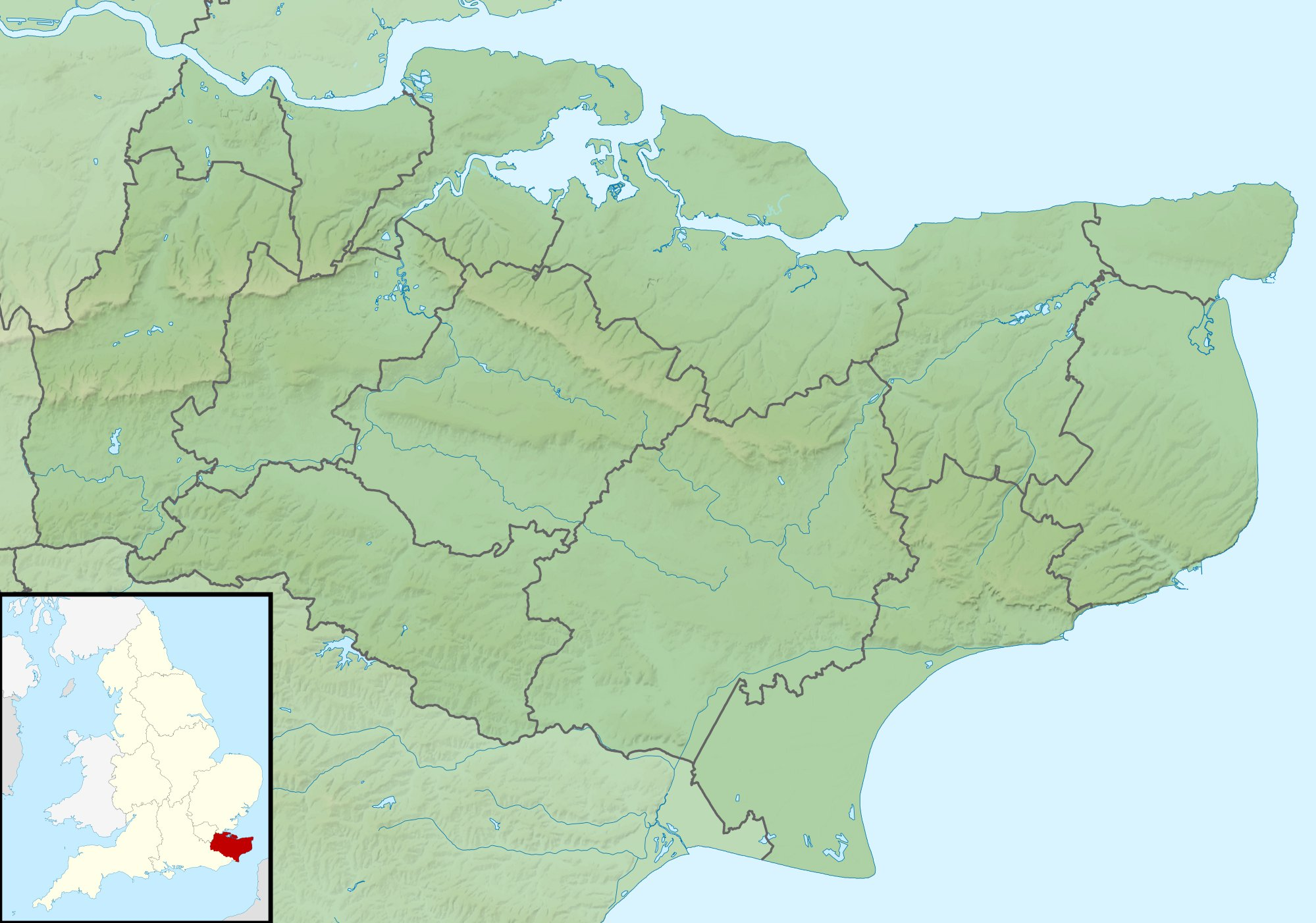
De locatie van de slag met rechts de Rede van Duins onder de punt van North Foreland en midden onderaan de "Hoek" van Kaap Dungeness

In ieder geval maakte een sterke noordwestenwind een zuidelijker koers veel eenvoudiger. Voor de wind rondde Blakes vloot nog op 9 december South Foreland en voer rond Dover. Het lukte de Nederlanders, naar het westen laverend tegen het sterke getij in, niet dit verhinderen: slechts enkele schepen naderden voldoende om schoten uit te wisselen. Tromps vloot ankerde bij het invallen van de duisternis, rond vijf uur 's middags op twee mijl ten noordoosten van Dover. Die nacht wakkerde de wind aan tot een storm die enkele van de Nederlandse branders deed afdrijven.
Rond het middaguur van 10 december gaf Tromp bevel anker te lichten en gehinderd door een stevige noordwester en zware zeegang, maar geholpen door een opgaand getij, zette men zich langzaam in beweging. De Engelse vloot bleek nog aanwezig maar maakte geen aanstalten slag te leveren: na enige tijd voeren de Engelsen naar het zuidwesten, evenwijdig aan en zeer dicht op de kust, gevolgd door de meer afstand houdende Nederlanders, die letterlijk alle zeilen bijzetten om de Britten in te halen. Florisse vermeldt in zijn scheepsjournaal: "...myn schipper seyde dat het scheen onmogelyck te wesen, dat myne masten en stengen 't selve conden leyden; gaf daerop voor antwoort, dat sulcx most geschieden, wilde liever alle derzelve over boord seylen in sulcken occasie dan seylen sparen...". Daarbij raakten beide vloten gescheiden door een parallel aan de kust lopende zandbank, de Varne Shoal. Over een afstand van twintig kilometer buigt de kustlijn hier echter geleidelijk naar het zuidoosten, uitlopend in de spitse Kaap Dungeness, toen de "Hoek van de Singels" genoemd naar de kiezelstranden, shingles, aan beide zijden. Tussen de kaap en de westpunt van de zandbank ligt een nauwe opening waar de Engelse vloot zich doorheen moest persen om de beweging naar het zuidwesten te kunnen voortzetten. Rond één uur waren de snelste schepen elkaar al voldoende genaderd om vuur uit te wisselen. Rond drie uur in de middag bereikte de Triumph de opening. Toen was reeds duidelijk dat zich daar al Nederlandse schepen bevonden, in totaal zeventien waaronder de zwaardere vlaggenschepen van Evertsen, De Ruyter en De Wildt, zodat de manoeuvre niet doorgezet kon worden zonder slag te leveren. Blake wendde de steven echter niet zodat het eigenlijke zeegevecht begon.

## Het zeegevecht

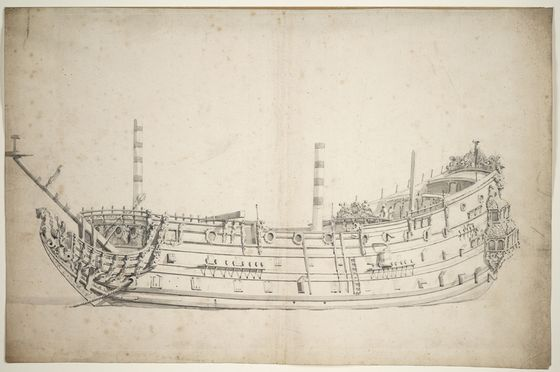
De Triumph door Willem van de Velde de Jonge

Als eerste grote Engelse schip voer de Triumph uit de doorvaart. Deze oorlogsbodem was zwaarder bewapend dan enig schip aan de Nederlandse kant. Alleen Tromps vlaggenschip de Brederode had voldoende vuurkracht om in een duel nog wat weerwerk te bieden. De net gearriveerde Tromp voer dan ook meteen op Blake af, de rode "bloedvlag" hijsend als teken dat de aanval moest worden ingezet. Toen deze dat bemerkte, wendde hij om in de voordelige loef het gevecht aan te gaan. Het lukte hem om de boeg van de Brederode te kruisen en het schip de volle laag te geven. Tromp draaide, zelf een salvo afvurend, maar werd daarop aangevallen door het volgende arriverende Engelse schip, de Garland van 44 stukken, dat zich tussen de Triumph en de Brederode in schoof, vermoedelijk in een poging om eveneens voor diens boeg te kruisen. Dat mislukte echter en de Garland ramde de voorsteven van de Brederode aan stuurboord zo zwaar dat beide schepen aan elkaar bleven hangen; Tromps boegspriet en galjoen braken af. Dat was het begin van een enorm en intens entergevecht. De grotere bemanning van de Brederode kreeg de overhand en overspoelde het dek van de Garland. Tromp had vijfhonderd gulden — ongeveer vier jaarsalarissen voor een gewoon matroos — uitgeloofd voor de eerste die op het schip de Engelse vlag zou strijken. Eén Nederlandse zeeman klom in de mast van het Engelse schip en verving daar het Kruis van Sint Joris met de prinsenvlag. Het succes was echter van korte duur want kapitein Richard Batten van de Garland blies met kardoezen het bovendek van zijn eigen schip op, een deel van de Nederlandse enterploeg dodend. Ondertussen had het derde Engelse schip, de ingehuurde koopvaarder Anthony Bonaventure van 38 stukken die sinds 1650 door de Engelse marine als oorlogsbodem gebruikt werd, zich aan bakboord van de Brederode vastgeklampt zodat Tromp, nu aan beide kanten aangevallen, zich al snel gedwongen zag zijn eigen bovendek te ontruimen daar dit door kartetsvuur bestreken werd. Jan Evertsen zag het gevaar waarin zijn bevelhebber verkeerde en enterde op zijn beurt de Anthony Bonaventure aan bakboord met zijn Hollandia zodat vier schepen aan elkaar lagen. Zijn manschappen veroverden het schip, waarbij de kapitein Walter Hoxton samen met bijna zijn hele bemanning gedood werd; Evertsen verloor zestig man. Daarna werd alsnog de Garland genomen; na afloop waren zestig man uit een bemanning van honderdvijftig gesneuveld waaronder kapitein Batten. Op dat moment lag het roer van de Garland er vrijwel af. De vlaggenkapitein van de Brederode Egbert Bartolomeusz Kortenaer, raakte in het gevecht een oog en een hand kwijt. De totale verliezen van de Brederode bleken achteraf beperkt met negen doden en eenentwintig gewonden.

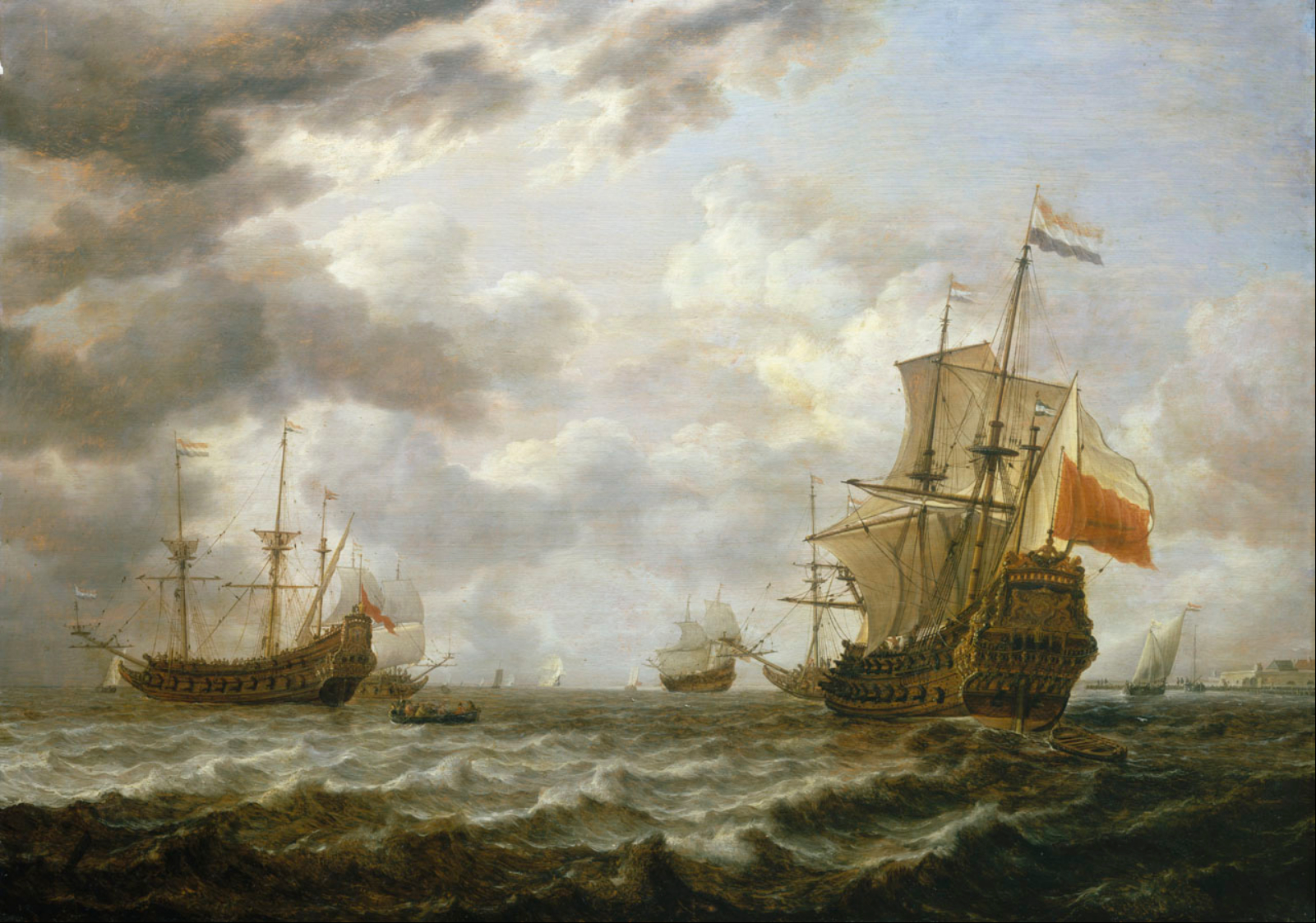
De Brederode voor Hellevoetsluis

Blake poogde de Garland en Anthony Bonaventure te steunen maar zijn Triumph werd onophoudelijk door schepen van Nederlandse vlootvoogden aangevallen: de Witte Lam van De Ruyter, de Princes Louise van Jan de Liefde en de Monnickendam van Pieter Florisse. Ook de Campen van kapitein Joris van der Zaan liet zich niet onbetuigd. Met moeite wist Blake te voorkomen dat hij net als de Brederode van beide zijden ingesloten en geënterd werd, door de Princes Louise en de Gulden Beer van kapitein Jan de Haes. De rest van de Engelse vloot bleek daarbij niet al te gretig zich in het gevecht te mengen; men besefte dat ieder schip dat zich in de doorgang waagde door een overmacht aan Nederlandse schepen overweldigd dreigde te worden. Dat overkwam bijna de Entrance die in duel raakte met de Haes in 't Veld van kapitein Bastiaan Centsen. De zware Victory en Vanguard braken wel door en hun arriveren maakte het Blake mogelijk zich tegen het vallen van de duisternis naar het noordoosten terug te trekken. Op dat moment was de voorsteng, het bovenstuk van zijn fokkenmast, er afgeschoten en hijzelf was gewond geraakt. Overigens nam ook de meerderheid van de Nederlandse schepen niet aan het gevecht deel; een poging van De Ruyter om zelf de doorgang in te gaan werd niet ondersteund en hij moest zich weer terugtrekken. Hij beklaagde zich in zijn scheepsjournaal: "Hadde wij eenyge hulpe gehad, ja maer 10 à 12 schepen, soude de gansche vlote geslagen hebben". De Nederlandse vloot achtervolgde niet maar zette zich aan de reparatie van de beschadigde schepen, vooral de Brederode die er erg aan toe was.

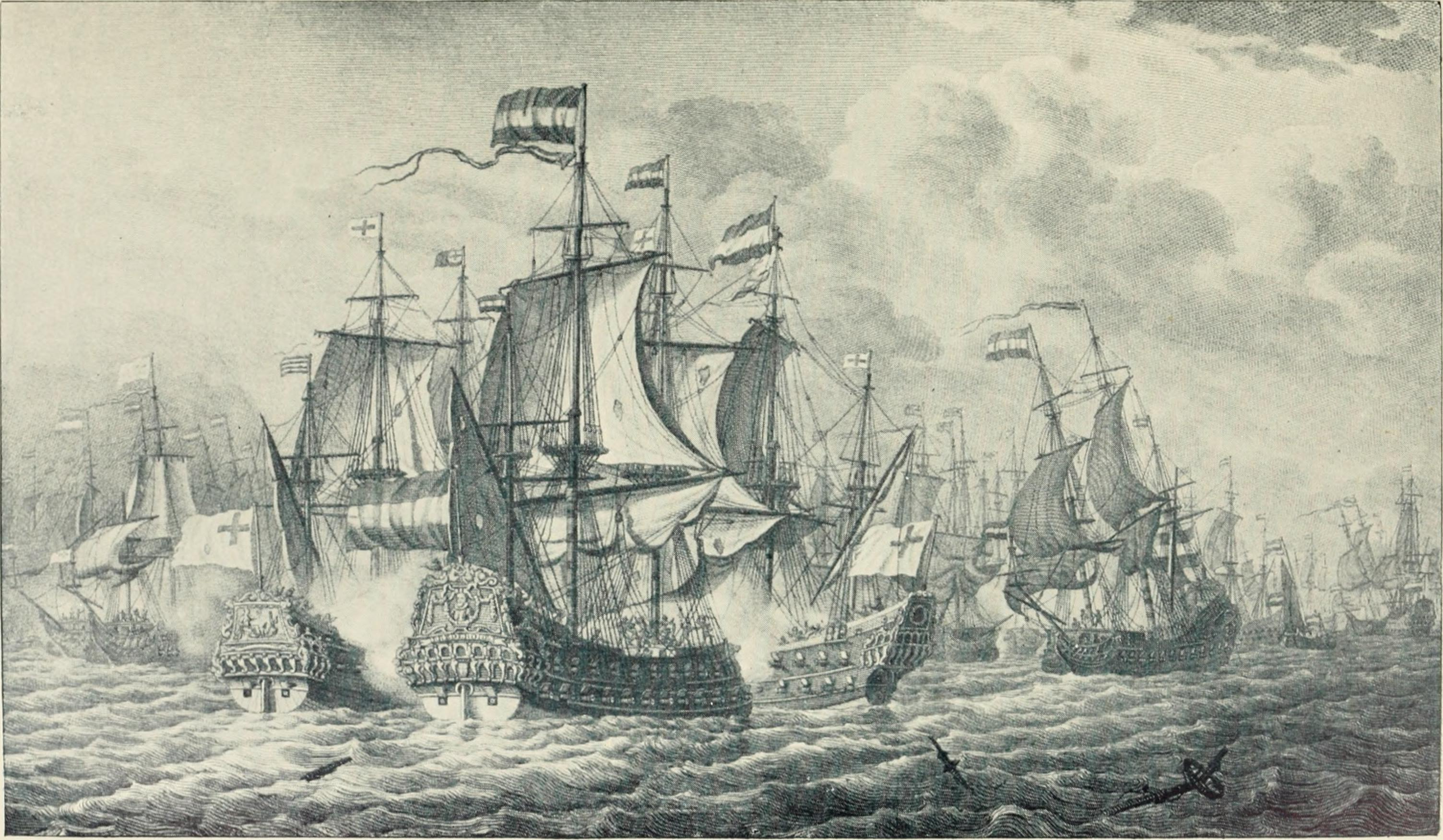
De Brederode zit met de boeg vast in de Garland en wordt aan bakboord geënterd door de Anthony Bonaventure. Rechts schiet de Hollandia te hulp. Een zeeman is in de grote mast van de Garland geklommen en heeft de Prinsenvlag gehesen. Links heeft de Triumph de steng van de fokkemast verloren.

De precieze verliezen aan Engelse zijde zijn onduidelijk. Behalve de Garland en Anthony Bonaventure werd de volgende dag ook de Hercules genomen, waarbij de kapitein Zachary Browne gewond werd, een schip dat aan het strand gezet werd om juist verovering te voorkomen. Nederlandse verslagen van de slag maken melding van twee verbrande Engelse schepen en een gezonken schip maar dat kan niet bevestigd worden door contemporaine Engelse bronnen, hoewel daar ook geen volledige scheepslijst van de slag uit is af te leiden. Het verlies van de drie schepen wordt wel vermeld in David Humes History of England. Het ging in ieder geval om vrij kleine vaartuigen die Tromp in zijn eerste bericht aan het vaderland niet de moeite waard vond om te vermelden, niet om "kapitale schepen". Een oorlogsvloot werd altijd begeleid door adviesjachten en galjoten die gebruikt werden om te verkennen of berichten over te brengen. Het lichte fregat Acorn van 22 stukken wordt na de slag niet meer vermeld en volgens de Nederlandse verslagen was een van de verbrande schepen een "twintiger" waarvan men de naam niet meer kon vaststellen. Aan Nederlandse kant raakte op de middag van de slag de Schiedam, ook wel de Gelderland genoemd omdat de Staten van Gelderland het schip gefinancierd hadden, in brand en ontplofte uiteindelijk, waarbij een deel van de bemanning omkwam door verdrinking; kapitein Dirk Juinbol stierf op 11 december aan zijn verwondingen. De drie buitgemaakte schepen werden in Nederlandse dienst genomen, de Garland als de Rozenkrans en de Anthony Bonaventure als de Bonaventura.

## Afloop
In de morgen van 11 december bleek dat Blake tijdens de nacht langs de kust naar het noordoosten was gevlucht. De Nederlandse vloot zette de achtervolging in en ontmoette daarbij vijf Engelse schepen die uitgezonden waren om Blake te versterken maar deze in het duister waren misgelopen. Drie van deze vaartuigen hadden oorspronkelijk in Portsmouth gelegen doch waren ter reparatie of voor onderhoud naar Londen gestuurd en moesten uiteindelijk de Middellandsezeevloot versterken. Een daarvan was de voornoemde Hercules, een bewapende koopvaarder, die na stranding genomen werd door kapitein Centsen welke het schip weer vlot wist te krijgen. De bemanning van tachtig was grotendeels het Engelse binnenland ingevlucht. Twee gloednieuwe fregatten, de Ruby en de Sapphire, wisten te ontkomen. De andere twee waren bevoorradingsschepen, waaronder een munitieschip, die zich overgaven. Daarnaast vielen drie uit het westen naderende Engelse koopvaarders in Nederlandse handen, die beladen waren met vijgen en citrusvruchten uit Spanje, welke onder de bemanningen verdeeld werden. Een begeleidend fregat, de Merlin, lukte het te vluchten. De achtervolging van de Engelse hoofdmacht ging niet al te snel want de wind was naar het oosten gedraaid. Diezelfde wind stelde Blake, die South Foreland alweer gerond had, in staat vaart te zetten om de monding van de Theems binnen te lopen die in de nacht van 11 op 12 december bereikt werd. Op 13 december kwam ook Tromp op die positie en hield een krijgsraad waarin hij voorstelde door te zetten en de Medway op te varen om de daar bij Chatham ankerende Engelse vloot te vernietigen. In de hele Nederlandse vloot viel echter, ondanks een uitgeloofd loon van vijftig Vlaamse pond, geen loods te vinden die de gevaarlijke ondiepten van die stroom voldoende kende zodat van het plan moest worden afgezien. Veertien jaar later, tijdens de Tweede Engels-Nederlandse oorlog, zou onder commando van De Ruyter dat waagstuk alsnog met succes voltooid worden, de zogenaamde Tocht naar Chatham van 1667.
Op 14 en 15 december konden de deelkonvooien veilig doorvaren naar het zuiden. Tromp voer na deze Het Kanaal in dat hierna enkele maanden door de Nederlanders gecontroleerd zou worden. Volgens een bekend verhaal zou Tromp een bezem aan zijn mast hebben gebonden om te tonen dat hij de zee van zijn vijanden had "schoongeveegd". Dat wordt echter in de Nederlandse bronnen van die tijd niet vermeld. De Britse marinehistoricus Nicholas Andrew Martin Rodger heeft gesteld dat een dergelijk pochen ook niet paste bij het zakelijke karakter van Tromp en wees er daarbij op dat het in de zeventiende eeuw wel mogelijk was door het vastbinden van een veger een signaal te geven maar dat dit inhield dat men het schip te koop aanbood. Toch is het verhaal vrij oud: het verschijnt in een Perfect Account van de Driedaagse Zeeslag gepubliceerd op 9 maart 1653, gebaseerd op informatie van het fregat Nonsuch waarin gesteld wordt: Their gallant Mr Tromp when he was in France, we understand, wore a flag of broom and, being demanded what he meant by it, replied that he was going to sweep the Narrow Seas of all Englishmen. Dit zou dus pas gebeurd zijn aan het begin zijn van de Driedaagse Zeeslag, toen Tromp door Het Kanaal terugkeerde.
Het gevecht bewees de Engelsen dat de Nederlanders nog verre van verslagen waren. Blake bood zijn ontslag aan maar de Council of State wilde daar niets van weten. Hij probeerde zich niet te verontschuldigen door ontlastende oorzaken voor de nederlaag aan te voeren, de volle verantwoordelijkheid nemend, maar wees er wel op dat het beleid om op ingehuurde schepen de eigenaar als kapitein te handhaven als onvermijdelijke consequentie had dat die wanneer het er echt op aan kwam zijn eigendom niet in gevaar zou brengen. Besloten werd bij het huren van een schip voortaan steeds een kapitein van de marine aan te stellen. Blake had ook om een commissie gevraagd om het gedrag van de individuele kapiteins te beoordelen. Al op 17 december kwamen drie commissieleden voor dat doel bij de vloot aan: Thomas Chaloner en de kolonels Herbert Morley en Valentine Walton. Lionel Lane van de Victory en John Mildmay van de Vanguard werden in het openbaar geloofd voor hun dappere gedrag dat de Triumph gered had. Kapitein Zachary Brown van de gestrande Hercules werd oneervol ontslagen. Kapitein Edmund Chapman van de Happy Entrance werd aangeklaagd omdat hij Blake niet voldoende ondersteund had. Daarbij werd erop gewezen dat zijn schip maar veertien pond kruit verschoten had tegenover de eenenvijftig pond die de Triumph verbruikt had — een niet helemaal eerlijke vergelijking daar dat laatste schip veel zwaarder geschut had. Drie andere aangeklaagde kapiteins waren Charles Saltonstall van de Lion, John Taylor van de Laurel en Anthony Young van de Worcester. Dit waren geen ingehuurde kooplui maar professionele marinekapiteins, het commando voerend over grote schepen, wie het gebrek aan inzet extra kwalijk werd genomen. De vier kapiteins werden ontslagen. Opmerkelijk genoeg werd ook besloten om Benjamin Blake, de broer van Robert Blake en diens vlaggekapitein op de Triumph, voortaan niet meer in te zetten. Hetzelfde gold voor Blakes secretaris, Francis Harvey. Het is niet helemaal duidelijk wat eigenlijk hun vergrijp was. Overigens zouden Chapman, Young, Taylor en Benjamin Blake later zonder er speciale ruchtbaarheid aan te geven toch weer in dienst genomen worden.
Op 20 december stelde een speciale commissie onder Henry Vane voor de Engelse marine de eerste oorlogsreglementen op, Articles of War. Nieuwe rangen werden ingesteld, de wedde verbeterd, de bevoorrading gereorganiseerd, de discipline versterkt door hogere straffen en belastingen opgelegd om het alles te financieren.
Voor de Engelsen was de nederlaag een grote schok en men begon voor een invasie te vrezen. Vuurtorens aan de zuidkust kregen instructies om te verhinderen dat ze door de Nederlanders gebruikt konden worden om op te navigeren. De zuidkust werd versterkt om een inval af te slaan. Generaal Marmaduke Langdale, een balling in de kring van de Karel II van Engeland, stelde voor een invasie op de oostkust uit te voeren en Newcastle in te nemen. Men durfde die winter ook geen kolenschepen naar Londen meer te sturen en de prijs van steenkool verveelvoudigde daar tot wel ₤6,- per London Chaldron, ongeveer anderhalve ton. Feitelijke Nederlandse landingen bleven beperkt tot het roven van wat vee in Sussex en een plundertocht van zestig man in Kent die allen gevangen werden genomen door troepen onder kolonel Nathaniel Rich.
Blake herstelde zijn vloot tijdens de winter, en veranderde zijn tactieken. Tegen februari 1653 waren de Engelsen klaar om de Nederlandse controle over de wereldzeeën opnieuw uit te dagen, wat leidde tot de Driedaagse Zeeslag bij Portland.